# Norops taylori
Norops taylori este o specie de șopârle din genul Norops, familia Polychrotidae, descrisă de Worthington George Smith și Spieler 1945. A fost clasificată de IUCN ca specie cu risc scăzut. Conform Catalogue of Life specia Norops taylori nu are subspecii cunoscute.